# Rättvisepartiet (Sydkorea)
Rättvisepartiet är ett vänsterparti i Sydkorea. Det kallades det Progressiva rättvisepartiet fram till den 30 juli 2012, då en partikongress beslutade att döpa om partiet.